# 李允中
李允中（英語：Yunzhong Li；1911年9月2日—1981年4月29日），香港男演員，生於天津，1950年代中期从影。出演过170多部电影。

## 生平
李允中于1950年代中期开始从影，并先後在新華、亞洲影業、電懋、邵氏、協利、國泰、嘉禾等電影公司拍攝電影，參演最多的是邵氏公司的電影。
经常在电影中扮演奸角。
與狄娜的相關傳聞，包括：為狄娜自殺、隨狄娜返回中國等，均為將香港無綫電視台編導「李志中」誤植為李允中。李允中於1970年代下半移居台灣。
后在1981年自杀。

## 外部連結
- IMDB链接 （页面存档备份，存于）
- 出演作品 （页面存档备份，存于）
- 豆瓣链接